# Українці Туркменістану
Українці в Туркменістані — одна з національних меншин на території Туркменістану. За оцінками, чисельність етнічних українців у цій державі становить від 10 до 15 тис. осіб, які проживають переважно в Ашгабаті та околицях Серхетабату поблизу туркмено-афганського кордону.

## Історія української діаспори
Після приєднання території Туркменістана до Російської імперії і з початком Столипінської реформи в Закаспійську область переселилися селяни з України, зокрема з Полтавщини.
Перші українські поселенці осіли тут ще наприкінці 80-х років XIX ст., після спорудження залізниці Ташкент — Красноводськ. Українські селяни селилися в районах Прикопеддазького передгір'я і освоювали родючі, але посушливі землі. Так, на самому південному форпості імперії в районі тодішнього міста Кушка (нині Серхетабат) з'являються українські селища Полтавка і Олексіївка. Полтавка початку минулого століття — типовий український хутір: мазанки, солом'яні дахи, писані сорочки у жителів.
За радянської доби за розподілом у Туркменську РСР попрямувало безліч фахівців, кваліфікованих робітників, молодих спеціалістів з УРСР, які внесли свій вклад в індустріалізацію економіки Туркменістана у 1930-1940-х роках. У суворі роки війни, коли вся територія України була окупована, Туркменська РСР прийняла тисячі біженців і евакуйовані промислові підприємства, культурні установи й організації, вищі навчальні заклади тощо.
У Середню Азію загалом і в Туркменістан зокрема (наприклад, у Теджен) більшість військовослужбовців за призовом прибували з Української РСР, як і багато хто з офіцерського складу. Насамперед це стосувалося радянських прикордонних військ.

## Чисельність і розселення
В 1897 р. тут налічувалося 5,2 тис. українців. Українці протягом десятиліть Радянського Союзу були однією з найбільших національних меншин Туркменської РСР, і другою за чисельністю слов'янською етнічною групою на території теперішнього Туркменістану:
| Народ    | перепис 1926 | %        | перепис 1959 | %        | перепис 1989 | %        | перепис 1995 | %        | оцінка 2010 | %        |
| -------- | ------------ | -------- | ------------ | -------- | ------------ | -------- | ------------ | -------- | ----------- | -------- |
| усього   | 975599       | 100,00 % | 1516375      | 100,00 % | 3522717      | 100,00 % | 4437570      | 100,00 % | 5105000     | 100,00 % |
| українці | 6877         | 0,70 %   | 20955        | 1,38 %   | 35578        | 1,01 %   | 23064        | 0,50 %   | 11000       | 0,22 %   |

За оцінками на 2010-ті роки в Туркменістані проживає близько 11 тисяч українців, переважно в столиці Республіки Ашгабаті та в Серхетабаті (села Полтавка і Олексіївка) і прикордонних селах поблизу туркмено-афганського кордону.

## Пам'ятник Тарасові Шевченку в Ашгабаті
1926 року в тодішньому Ашхабаді було встановлено пам'ятник українському письменнику Тарасові Шевченку — один із найстаріших у місті. У 1948 році під час Ашхабадського землетрусу монумент було зруйновано та знову відкрито 24 березня 1972 року в дні проведення культури України в Туркменістані (скульптор Михайло Лисенко). 2009 року пам'ятник було відреставровано і перенесено на зручніше місце.
Нині пам'ятник Шевченку править за місце регулярних заходів, що проводяться Посольством України в Туркменістані. Вулиця, яка пролягає поруч, також носить ім'я Шевченка.

## Забезпечення соціальних, культурних, мовних та інших прав української діаспори
За конституцією Туркменістану, національні меншини не мають права створювати власні національно-культурні товариства. З огляду на бажання української діаспори задовольняти свої національно-культурні потреби, посольство України в Туркменістані 1998 року створило Товариство дружби «Туркменістан—Україна». За підтримки посольства ця громадська організація проводить культурно-просвітницькі акції, які набули неабиякої популярності не тільки серед українців Туркменістану та інших нацменшин, а й серед етнічних туркменів.
Недільна школа, організована при посольстві України, вже понад 10 років дозволяє ближче ознайомитися з українською культурою і мовою. Її активно відвідують члени української громади та діти співробітників українських компаній, що працюють у Туркменістані. У школі навчаються 160 туркменських громадян, більшість із яких мають українське коріння.
Проблему зайнятості населення Туркменістану і перш за все української діаспори, розв'язують більш ніж два десятки фірм і підприємств з України, які споруджують у рамках інвестиційних проектів складні об'єкти загальнодержавного значення. Серед них такі будівельні компанії: БА «Інтербудмонтаж», Держкорпорація «УкрАзіаБуд», ВАТ «Сумське МНВО», ДК «Укртрансбуд», АТ «Укргазпромбуд», НАК «Нафтогазбуд», що реалізують проекти на загальну суму близько 1 млрд доларів США.
Представники української діаспори можуть безперешкодно і на пільгових умовах виїжджати в Україну. Посольство України в Ашгабаті видає їм візи без запрошень і не стягує з них консульські мита. Це єдина з усіх дипломатичних місій, акредитованих у Туркменістані, яка дозволила подібні пільги для своєї етнічної групи, що проживає у цій країні.